# Pseudodoassansia obscura
Pseudodoassansia obscura är en svampart som först beskrevs av Setch., och fick sitt nu gällande namn av Vánky 1981. Pseudodoassansia obscura ingår i släktet Pseudodoassansia och familjen Doassansiaceae.   Inga underarter finns listade i Catalogue of Life.